# Sar
Sar, или SAR (лат., от Stramenopiles + Alveolata + Rhizaria), также Harosa, — обширная клада эукариот, включающая страменопил, альвеолят и ризарий. Одноклеточные, многоклеточные и колониальные организмы; как автотрофы, так и гетеротрофы, очень различны по местообитанию и образу жизни. Описано более 60 тысяч видов.
Монофилия группы установлена по молекулярным данным; морфологических или ультраструктурных синапоморфных признаков не найдено. Это относится и к одной из её основных подгрупп — ризариям.
Страменопилы и альвеоляты образуют кладу, получившую название Halvaria (Heterokonta + Alveolata). Ризарии оказались её сестринской группой. Таким образом, родственные связи основных подгрупп Sar (Harosa) выглядят так:

|          | Rhizaria                                                    |
|          |                                                             |
| Halvaria | \| \| Stramenopiles \| \| \| \| \| \| Alveolata \| \| \| \| |
|          | \| \| Stramenopiles \| \| \| \| \| \| Alveolata \| \| \| \| |
|          | Stramenopiles                                               |
|          |                                                             |
|          | Alveolata                                                   |
|          |                                                             |

|  | Stramenopiles |
|  |               |
|  | Alveolata     |
|  |               |

## История
Термин SAR предложил в 2007 году Фабьен Бурки с соавторами.  В 2012 году Сина Адл с соавторами определил Sar как кладу наименьшего объёма, включающую Bigelowiella natans (ризарии), Tetrahymena thermophila (альвеоляты) и Thalassiosira pseudonana (страменопилы). Согласно классификации Адла и соавторов, Sar относятся к кладе Diaphoretickes, включающей также архепластид (Archaeplastida) и ряд других эукариот. В определении клады Sar, принятом в рамках «Филокодекса» (Simpson & Dunthorn, 2020), используются те же самые виды, однако добавлено уточнение, что эта группа не должна включать Homo sapiens (заднежгутиковые), Dictyostelium discoideum (амёбозои), Arabidopsis thaliana (архепластиды), Euglena gracilis (экскаваты) и Emiliania huxleyi (гаптофиты).
В 2010 году Томас Кавалье-Смит предложил для этой группы название Harosa и ранг подцарства, поместив его в царство хромистов. В последней системе эукариот Кавалье-Смита, опубликованной уже после его смерти, в 2022 году, название Harosa относится к подцарству хромистов, содержащему SAR и Telonemia. В классификации Юргена Штрассерта и соавторов от 2019 года клада, включающая Telonemia и Sar, обозначена как супергруппа TSAR в составе Diaphoretickes.
Установление монофилии группы Sar показало искусственность предложенной ранее группы Chromalveolata (в которую помимо страменопил и альвеолят включали гаптофитовые и криптофитовые водоросли и не включали ризарий).